# Giao thông Bình Dương

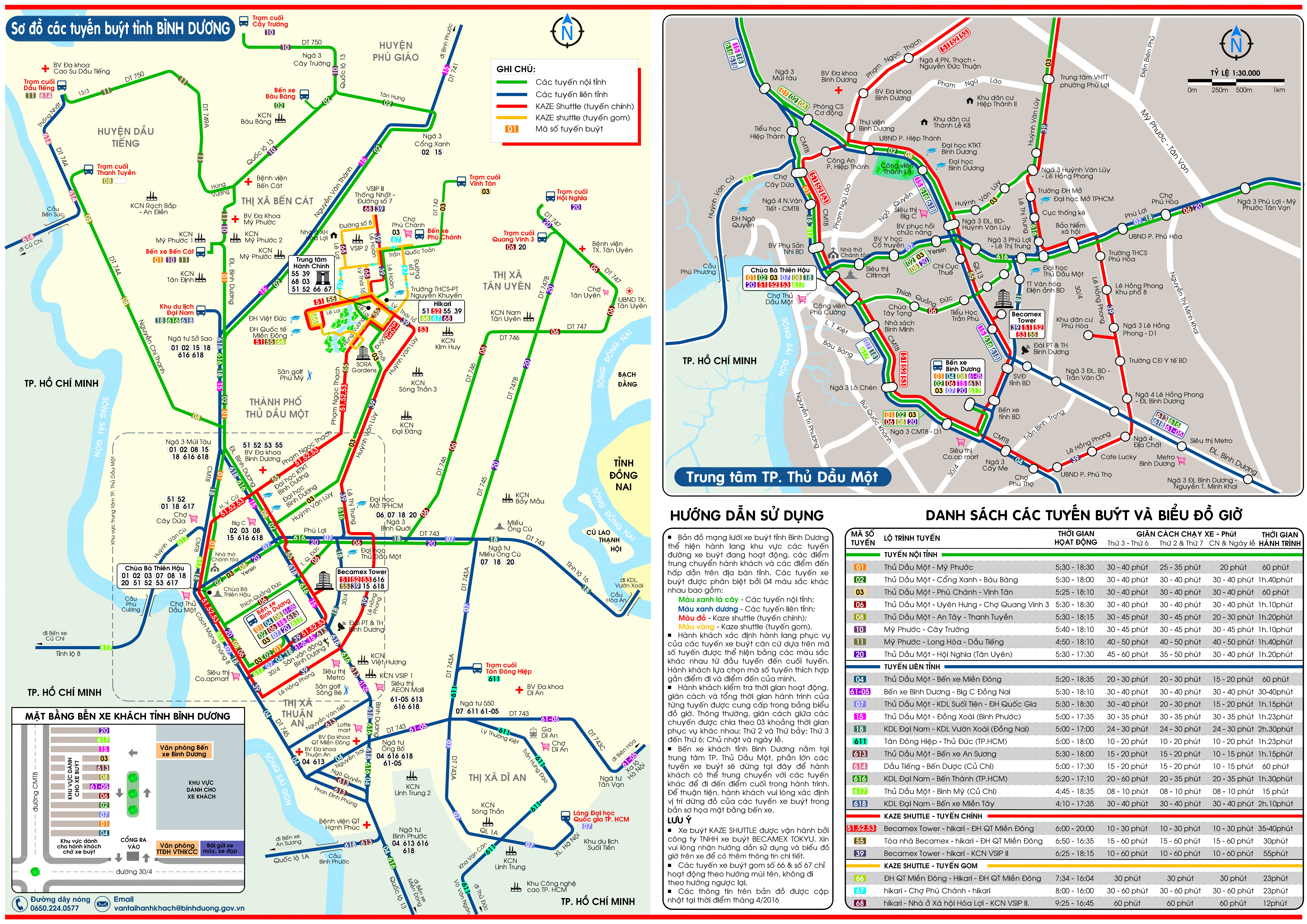
Bản đồ được thực hiện dưới sự hỗ trợ của JICA và Sở GTVT

Bình Dương là một tỉnh thuộc vùng Đông Nam Bộ, Việt Nam. Tỉnh có hệ thống giao thông đường bộ và đường thủy rất quan trọng nối liền giữa các vùng trong và ngoài tỉnh.

## Đường bộ
Trong hệ thống đường bộ, Quốc lộ 13 là con đường chiến lược cực kỳ quan trọng xuất phát từ Thành phố Hồ Chí Minh, chạy suốt chiều dài của tỉnh từ phía nam lên phía bắc, qua tỉnh Bình Phước và nối Vương quốc Campuchia xuyên đến biên giới Thái Lan và Lào. Đây là con đường có ý nghĩa chiến lược cả về quân sự và kinh tế. Đường Quốc lộ 14, từ Tây Ninh qua Dầu Tiếng đi Chơn Thành, Đồng Xoài, Bù Đăng thuộc tỉnh Bình Phước xuyên suốt vùng Tây Nguyên, là con đường chiến lược quan trọng cả trong chiến tranh cũng như trong thời kỳ hòa bình xây dựng đất nước. Ngoài ra còn có Tỉnh lộ 741 từ Thủ Dầu Một đi Phước Long, đường vành đai 3 vùng đô thị TP.HCM... và hệ thống đường nối thị xã với các thị trấn và điểm dân cư trong tỉnh

### Hệ thống xe buýt
| Tuyến     | Đầu bến                                                                | Đầu bến | Đầu bến                                     | Cự ly (km) | Thời gian hoạt động | Nguồn  |
| --------- | ---------------------------------------------------------------------- | ------- | ------------------------------------------- | ---------- | --- | ------ |
| 1         | Thủ Dầu Một                                                            | ↔       | Mỹ Phước                                    | 26.7       | 5 giờ 30 – 19 giờ 30 | [ 1 ]  |
| 2         | Thủ Dầu Một                                                            | ↔       | Bàu Bàng                                    | 48         | 5 giờ 30 – 19 giờ 30 | [ 2 ]  |
| 3         | Thủ Dầu Một                                                            | ↔       | Vĩnh Tân                                    | 25         | 5 giờ 30 – 19 giờ 30 (Ngưng hoạt động) | [ 3 ]  |
| 4         | Thủ Dầu Một                                                            | ↔       | Bến xe Miền Đông                            | 21.7       | 5 giờ 30 – 19 giờ 30 | [ 4 ]  |
| 6         | Thủ Dầu Một                                                            | ↔       | Uyên Hưng                                   | 25         | 5 giờ 30 – 19 giờ 30 | [ 5 ]  |
| 7         | Thủ Dầu Một                                                            | ↔       | Khu du lịch Văn hóa Suối Tiên               | 31.7       | 5 giờ 30 – 19 giờ 30 | [ 6 ]  |
| 8         | Thủ Dầu Một                                                            | ↔       | Dầu Tiếng (thị trấn)                        | 39.8       | 5 giờ 30 – 19 giờ 30 | [ 7 ]  |
| 10        | Mỹ Phước                                                               | ↔       | Long Hòa                                    | 52.7       | 5 giờ 50 – 19 giờ 20 | [ 8 ]  |
| 11        | Mỹ Phước                                                               | ↔       | Cây Trường II                               | 50.7       | 5 giờ 40 – 19 giờ 35 | [ 9 ]  |
| 15        | Thủ Dầu Một                                                            | ↔       | Đồng Xoài                                   | 90         | 5 giờ 30 – 19 giờ 30 | [ 10 ] |
| 18        | Lạc Cảnh Đại Nam Văn Hiến                                              | ↔       | KDL Vườn Xoài                               | 60         | 5 giờ 10 – 17 giờ 00 | [ 11 ] |
| 20        | Thủ Dầu Một                                                            | ↔       | Hội Nghĩa                                   |            | |        |
| 21        | Bình Mỹ                                                                | ↔       | Thủ Dầu Một                                 | 6.4        | 5 giờ 30 – 19 giờ 30 | [ 12 ] |
| 37        | Văn phòng xe buýt Becamex Tokyu                                        | ↔       | Tòa nhà Becamex Tower                       |            | 19 giờ 00 - 19 giờ 48 (số chuyến vận hành ít) | [ 13 ] |
| 38        | Tòa nhà Becamex Tower                                                  | ↔       | Trường Ngô Thời Nhiệm                       |            | 6 giờ 12 - 6 giờ 53 (Chủ Nhật nghỉ); 16 giờ 05 - 16 giờ 51 (Thứ 7 và Chủ Nhật nghỉ); 11 giờ 02 - 11 giờ 48 (khung giờ này chỉ chạy vào Thứ 7); khung giờ có thể thay đổi tùy vào lịch học của trường. | [ 14 ] |
| 39        | Tòa nhà Becamex Tower                                                  | ↔       | Nhà ở xã hội Hòa Lợi                        |            | 6 giờ 00 - 20 giờ 10- | [ 15 ] |
| 51        | Tòa nhà Becamex Tower                                                  | ↔       | Nhà ở an sinh xã hội Định Hòa               |            | 6 giờ 00 - 20 giờ 47 | [ 16 ] |
| 52        | Tòa nhà Becamex Tower                                                  | ↔       | Văn phòng xe buýt Becamex Tokyu             |            | 7 giờ 40 - 21 giờ 20 | [ 17 ] |
| 53        | Tòa nhà Becamex Tower                                                  | ↔       | Trường Ngô Thời Nhiệm                       |            | 6 giờ 33 -16 giờ 46 | [ 18 ] |
| 55        | Tòa nhà Becamex Tower                                                  | ↔       | Trường Đại học Quốc tế Miền Đông            |            | 6 giờ 43 - 17 giờ 07 | [ 19 ] |
| 66        | Nhà ở an sinh xã hội Định Hòa                                          | →       | Nhà ở an sinh xã hội Định Hòa               |            | 7 giờ 20 - 16 giờ 40 (chỉ đi theo một chiều, không đi theo chiều ngược lại) | [ 20 ] |
| 67        | Nhà ở an sinh xã hội Định Hòa                                          | ↔       | hikari                                      |            | 6 giờ 55- 16 giờ 31 | [ 21 ] |
| 68        | hikari                                                                 | ↔       | Nhà ở an sinh xã hội Hòa Lợi                |            | 9 giờ 40 - 21 giờ 00 | [ 20 ] |
| 70        | Bưu điện Bến Cát                                                       | ↔       | hikari                                      |            | 6 giờ 10 - 18 giờ 05 | [ 22 ] |
| 611       | Dĩ An                                                                  | ↔       | Thủ Đức                                     | 22.5       | 5 giờ 30 – 19 giờ 00 | [ 23 ] |
| 613       | Thủ Dầu Một                                                            | ↔       | An Sương                                    | 33         | 5 giờ 30 – 19 giờ 00 | [ 24 ] |
| 614       | Đền tưởng niệm Bến Dược - Củ Chi                                       | ↔       | Dầu Tiếng                                   | 22         | 5 giờ 30 – 18 giờ 30 | [ 25 ] |
| 61-05     | Thủ Dầu Một                                                            | ↔       | BigC Đồng Nai                               | 28.2       | 5 giờ 30 – 18 giờ 30 | [ 26 ] |
| 616       | Bến Thành                                                              | ↔       | Lạc Cảnh Đại Nam Văn Hiến                   |            | | [ 27 ] |
| 617       | Bến đò Bình Mỹ Huyện Củ Chi, Thành phố Hồ Chí Minh                     | ↔       | Bến xe Bình Dương Thủ Dầu Một, Bình Dương   | 6,6 km     | Ngày thứ bảy và chủ nhật có 18/194 chuyến hoạt động đến đầu bến Khu du lịch Đại Nam (18,8 km, 40 phút)                                                                                                | [ 28 ] |
| 618       | Bến xe Miền Tây Kinh Dương Vương, Quận Bình Tân, Thành phố Hồ Chí Minh | ↔       | Khu du lịch Đại Nam Thủ Dầu Một, Bình Dương | 56,2 km    | | [ 29 ] |
| Campuchia | Bình Dương                                                             | ↔       | Phnôm Pênh                                  |            | | [ 30 ] |

Lưu ý tất cả các tuyến xe buýt của Tokyu Bus:
- Thứ 7, Chủ Nhật và ngày lễ sẽ giảm chuyến so với ngày thường.
- Xe không vào trạm "Sảnh sau Trung tâm Hành chính" vào các ngày thứ 7, Chủ Nhật và ngày lễ.
- Tất cả các chuyến đều dừng ở trạm trung chuyển hikari, để tạo thuận lợi cho người đi trong việc đổi lộ trình.

## Đường thủy
Về hệ thống giao thông đường thủy, Bình Dương nằm giữa ba con sông lớn, nhất là sông Sài Gòn. Bình Dương có thể nối với các cảng lớn ở phía nam và giao lưu hàng hóa với các tỉnh Đồng bằng sông Cửu Long